# Ницгальская волость
Ни́цгальская во́лость (латыш. Nīcgales pagasts) — одна из 25 волостей Аугшдаугавского края Латвии. Находится в северной части края. Административным центром волости является посёлок Ницгале.

## География
Граничит с Ерсикской волостью Ливанского края на северо-западе, Рожкалнской волостью Варкавского края — на севере и востоке, Дунавской волостью Екабпилсского края — на западе, Двиетской волостью Илукстского края — на юго-западе, а также Ликсненской и Калупской волостями — на юге.
По территории волости протекают реки: Аусейка, Грейва, Даугава, Дубупе, Ёнюпе, Риштакс, Козупе, Шаушупе (Шаушупиете). Также на территории волости расположены следующие болота: Авилька, Биндаришки, Дрейненя, Лайвишка, Мазайс пуреньш, Нейцгаля пурс, Осинюги, Сухасосна. Крупнейшим и единственным озером волости является озеро Калнишку (Калнишкское).

## Население
Крупнейшими населёнными пунктами волости являются: Ницгале, Калнишки, Сомуголс.